# دانیل برودبنت
دانیل برودبنت (انگلیسی: Daniel Broadbent؛ زادهٔ ۲ مارس ۱۹۹۰) بازیکن فوتبال اهل بریتانیا است.
از باشگاه‌هایی که در آن بازی کرده‌است می‌توان به باشگاه فوتبال هاید، باشگاه فوتبال گیتزهد، باشگاه فوتبال هادرزفیلد تاون، باشگاه فوتبال هروگیت تاون، و باشگاه فوتبال کرزن اشتون اشاره کرد.
وی همچنین در تیم ملی فوتبال England U-16 بازی کرده‌است.